# Penny Dreadful (serie de televisión)
Penny Dreadful es una serie de televisión británica-estadounidense de terror gótico, creada y escrita por John Logan, producida por Sam Mendes y emitida originalmente en Showtime entre 2014 y 2016. La ficción está ambientada en el Londres victoriano de finales del siglo XIX y los orígenes de personajes como el doctor Frankenstein, Dorian Gray o Drácula. El título de la serie hace referencia a un tipo de publicación de ficción terrorífica, que se vendía en Inglaterra durante el siglo XIX: eran historias que se distribuían por fascículos al precio de un penique. Por esto también se conocían a estos libretos como «los horrores de penique» (penny dreadfuls)
La serie, cuya primera temporada consta de ocho episodios, se rodó en el Reino Unido y su producción comenzó en septiembre de 2013. El director español Juan Antonio Bayona dirigió los dos primeros episodios de la serie, que cuenta con Pippa Harris en el proyecto. Se estrenó, en Estados Unidos, el 11 de mayo de 2014 y en España, el 10 de diciembre del mismo año a través de Movistar Series. Tras una segunda temporada de 10 capítulos, Showtime renovó Penny Dreadful para una tercera y última temporada de 9 episodios estrenada en 2016.

## Sinopsis
En el Londres victoriano, la vidente Vanessa Ives (Eva Green) y el explorador Sir Malcolm Murray (Timothy Dalton) contratan al pistolero estadounidense Ethan Chandler (Josh Hartnett), que resulta guardar un peligroso secreto, al doctor Victor Frankenstein (Harry Treadaway) y al experto Profesor Van Helsing (David Warner), para encontrar a Mina Murray (Olivia Llewellyn), la hija de Sir Malcolm y mejor amiga de Vanessa. Lo que no imaginan es que, para dar con ella, tendrán que descifrar un misterio aterrador, el cual los conducirá a una oscura y oculta verdad en la cual, la principal protagonista será Vanessa Ives. En su camino también se cruzarán con Caliban alias John Clark (Rory Kinnear), el monstruo creado por el doctor Frankenstein, una criatura torturada y salvaje que encuentra sosiego para su espíritu entre las tramoyas del teatro, Dorian Gray (Reeve Carney), un hedonista joven que intentará seducir a Vanessa, y Brona Croft (Billie Piper), una prostituta irlandesa gravemente enferma que logra despertar el interés de Ethan.
La confrontación final con el amo secreto de Mina concluirá con Sir Malcolm teniendo que decidir si dispara a su hija para evitar que Vanessa sea ofrecida como novia a Drácula.
La segunda temporada de la serie se centra en la confrontación con un aquelarre de brujas seguidoras del diablo compuesto por Evelyn Poole alias Madame Kali (Helen McCrory) y sus hijas, con cuyos poderes quieren atraer a Vanessa Ives y consagrarla al diablo. Conoceremos más sobre el pasado de Vanessa y su enemistad con la intrigante líder del aquelarre, así como el poder oculto del secreto de Ethan. Al mismo tiempo, el doctor Frankenstein ha sido obligado por Caliban a crearle una novia, utilizando para ello el cadáver de Brona Croft, que había tenido una relación romántica con Ethan Chandler; renacida como Lily Frankenstein, el doctor le dice que es su prima, que ha perdido la memoria y está prometida con John Clark. Sin embargo Lily aparente ingenua resultar ser inquietantemente seductora con el doctor, para luego mostrar su atracción por Dorian Gray, a la vez que una oscuridad en su interior comienza a emerger. Tras un intento de rescate con fatales consecuencias, Vanessa ser tentada por el diablo, quien le promete una vida normal sin sufrimiento al lado de Ethan si le da su alma, Vanessa recita las palabras del Verbis Diablo, la poderosa lengua del demonio, con la que es capaz de afrontar la prueba y destruir la cábala de Evelyn Poole.
En la tercera temporada el grupo se ha disuelto, Vanessa se encuentra profundamente deprimida por la marcha de Ethan, quien ha decidido aceptar su responsabilidad en las matanzas, y que es conducido en contra de su voluntad de vuelta a los Estados Unidos, aunque su padre tiene algo distinto en mente, pero la presencia de la única superviviente del aquelarre Hécate puede cambiar su destino. Mientras Sir Malcolm que se encuentra en África es rescatado por un misterioso indígena norteamericano que lo convence de rescatar a Ethan. Por otro lado en Londres, el doctor Frankenstein está desesperado por purgar sus errores con sus creaciones, y recurre a un brillante excompañero de estudios universitarios el doctor Jekyll, quien le propone que en vez de acabar con Lily, deberían cambiar su carácter con ayuda de su investigación. Caliban, que se había autoexiliado al Polo Norte, comienza a recobrar recuerdos de su vida anterior y descubre que tuvo una familia, así que decide regresar a Londres.

## Elenco

### Personajes principales
| Personaje                | Actor/Actriz        | Temporada  | Temporada | Temporada  |
| Personaje                | Actor/Actriz        | 1          | 2         | 3          |
| ------------------------ | ------------------- | ---------- | --------- | ---------- |
| Vanessa Ives             | Eva Green           | Principal  | Principal | Principal  |
| Sir Malcom Murray        | Timothy Dalton      | Principal  | Principal | Principal  |
| Ethan Chandler/Talbot    | Josh Hartnett       | Principal  | Principal | Principal  |
| Victor Frankenstein      | Harry Treadaway     | Principal  | Principal | Principal  |
| Dorian Gray              | Reeve Carney        | Principal  | Principal | Principal  |
| Brona Croft/Lily         | Billie Piper        | Principal  | Principal | Principal  |
| John Clare (la criatura) | Rory Kinnear        | Principal  | Principal | Principal  |
| Zembene                  | Danny Sapani        | Principal  | Principal |            |
| Evelyn Poole/Madame Kali | Helen McCrory       | Invitada   | Principal |            |
| Ferdinand Lyle           | Simon Russell Beale | Recurrente | Principal | Recurrente |
| Doctora Seward           | Patti LuPone        |            |           | Principal  |
| Kaetenay                 | Wes Studi           |            |           | Principal  |

### Principal
- Eva Green como Vanessa Ives, una joven médium y clarividente que trabaja con Sir Malcolm Murray para encontrar a la hija de este, una amiga de la infancia de Vanessa. Una enigmática con ojos atormentados, que luchará por demostrarle a Chandler que puede ser tan fuerte como él.[13]
- Timothy Dalton como Sir Malcolm Murray, un explorador de África endurecido por una búsqueda muy personal. Junto con Vanessa y los otros integrantes del grupo que ha reunido, intentará encontrar a su hija, desaparecida hace tiempo después de haberse casado con el abogado Jonathan Harker.[14]
- Josh Hartnett como Ethan Chandler, un hombre encantador, temerario, atrevido y sin miedo a la violencia. Actuaba como pistolero en un espectáculo, pero es reclutado por Vanessa para que les ayude en la búsqueda de Mina. Mantiene una relación sentimental con Brona Croft.[13]
- Harry Treadaway como Victor Frankenstein, un doctor especializado en autopsias y experimentos poco ortodoxos. Contratado por Sir Malcolm para que le ayude en su investigación sobre un cadáver que tiene jeroglíficos debajo de la piel, el doctor Frankenstein desarrolla experimentos con cuerpos humanos para devolverlos a la vida.[15]
- Rory Kinnear como Caliban/John Clark, la criatura, el primer monstruo que creó el doctor Frankenstein; un ser lleno de rabia y resentimiento que atormenta continuamente a su creador con el fin de que le consiga un compañero igual a él. Trabaja detrás de las bambalinas en el teatro Gran Guiñol.[16]
- Danny Sapani como Sembene, sirviente y guardaespaldas de Sir Malcolm. Participa en todas las misiones que llevan a cabo Sir Malcolm y los otros. Es un guerrero fuerte, fiel y protector.[17]
- Billie Piper como Brona Croft/Lily Frankenstein, una inmigrante irlandesa que busca escapar de su oscuro pasado. Tras conocer a Ethan en el muelle, ambos se enamoran y mantienen una relación sentimental muy complicada debido a la tuberculosis que padece ella y que la consume cada día.[18]
- Reeve Carney como Dorian Gray, un hombre seguro y fascinante, aunque algo aislado. Contrata a Brona para que pose para él en unas fotografías; entabla una amistad muy extraña con Ethan y está perdidamente enamorado de Vanessa. Pero esconde un secreto en lo más profundo de su palacete: un cuadro que solo él puede ver.[19]
- Helen McCrory como Evelyn Poole alias Madame Kali, una espiritualista que durante una fiesta despierta a seres muy poderosos que acaban por poseer a Vanessa. (Segunda temporada, recurrente en la primera)[17]
- Sarah Greene como Hecate Poole, hija de Evelyn Poole y miembro de su aquelarre, que cuestiona continuamente a su madre.
- Simon Russell Beale como Ferdinand Lyle, egiptólogo excéntrico, amigo de Sir Malcolm, que ayuda al grupo a resolver los jeroglíficos del cadáver que examinó el doctor Frankenstein. (Segunda temporada, recurrente en la primera y en la tercera)[17]
- Patti LuPone como la doctora Seward, una doctora a la que acude Vanessa recomendada por Lyle.
- Wes Studi como Kaetenay, un apache conocido por Ethan Chandler en el pasado.

### Secundarios
- Olivia Llewellyn como Mina Harker, la hija de Sir Malcolm y amiga de Vanessa. Se casó con el abogado Jonathan Harker y, tras desaparecer, se convirtió en vampiro. (Temporadas primera y segunda)
- Hannah Tointon como Maud Gunneson, actriz que trabaja en el teatro Gran Guiñol interpretando varias funciones sobre asesinatos y monstruos. Caliban está enamorado de ella en secreto.
- David Warner como profesor Abraham Van Helsing, experto en sangre y antiguo amigo de Sir Malcolm que trabaja conjuntamente con Victor Frankenstein y se hacen buenos amigos. Es quien revela a Victor que lo que están persiguiendo son vampiros y que probablemente Mina se haya convertido en uno de ellos.
- Alex Price como Proteo, una creación posterior de Frankenstein. (Temporadas primera y segunda)
- Robert Nairne como vampiro, una antigua y mortal criatura que comanda un grupo de otras criaturas no muertas que han secuestrado a Mina. (Primera temporada)
- Olly Alexander como Fenton. (Primera temporada)
- Noni Stapleton como Gladys Murray, la esposa de Sir Malcolm, madre de Mina y Peter. (Temporadas primera y segunda)
- Graham Butler como Peter Murray, hijo de Sir Malcolm, el cual murió en una de las expediciones de su padre. (Temporadas primera y segunda)
- Alun Armstrong como Vincent Brand, líder de un grupo de actores que residen en el Gran Guiñol. (Primera temporada[20]
- Gavin Fowler como Simon, compañero de Maud que maltrata a Caliban. (Primera temporada)
- Stephen Lord como Warren Roper, un detective contratado para llevar a Ethan de vuelta a Estados Unidos. (Temporadas primera y segunda)
- Sarah Greene como Hecate Poole, la hija mayor de Evelyn. (Segunda temporada)
- Douglas Hodge como Bartholomew Rusk, un detective que investiga la masacre de Mariner's Inn. (Segunda temporada)
- Jonny Beauchamp como Angelique, una misteriosa mujer transexual que coquetea con Dorian. (Segunda temporada)
- David Haig como Oscar Putney, dueño de un museo de cera que contrata a Caliban. (Segunda temporada)
- Ruth Gemmell como Octavia Putney, esposa de Oscar, incómoda con la presencia de Caliban. (Segunda temporada)
- Tamsin Topolski como Lavinia Putney, hija ciega de los nuevos empleadores de Caliban, por la cual él desarrolla una atracción. (Segunda temporada)
- Ronan Vibert como Sir Geoffrey Hawkes, terrateniente que cae en las redes de Evelyn Poole. (Segunda temporada)

## Episodios
| Temporada | Temporada | Episodios | Episodios | Emisión original   | Emisión original    |
| Temporada | Temporada | Episodios | Episodios | Primera emisión    | Última emisión      |
| --------- | --------- | --------- | --------- | ------------------ | ------------------- |
|           | 1         | 8         | 8         | 11 de mayo de 2014 | 26 de junio de 2014 |
|           | 2         | 10        | 10        | 3 de mayo de 2015  | 5 de julio de 2015  |
|           | 3         | 9         | 9         | 1 de mayo de 2016  | 19 de junio de 2016 |

## Historia
En enero de 2013, Showtime confirmó en una presentación en la Television Critics Association que había dado luz verde a un nuevo proyecto. El acuerdo se trataba entonces de una nueva serie de terror que llevaría por título «Penny Dreadful». David Nevis, presidente de entretenimiento de Showtime, aseguró en esta presentación que «el tono de la serie será «muy realista» y que estarán nombres muy reconocibles». No obstante, meses atrás, el coguionista de Skyfall John Logan junto con el director Sam Mendes, se aliaron para producir esta ficción. Su rodaje se prevé que comience a grabarse en el segundo semestre del año en la ciudad de Londres. Pocos meses después, el 23 de mayo de 2013, el cineasta español Juan Antonio Bayona anunció mediante una publicación en su cuenta de Twitter que se incorporaba a la serie como director, a partir de septiembre del mismo año. Semanas más tarde, portales web de prensa desvelaron que los dos primeros episodios de la ficción estarían dirigidos por él.
La filmación comenzó el 7 de octubre y tuvo una duración de 5 meses. En diciembre de 2013, el operador Showtime lanzó The Penny Dreadful Production Blog, el primer blog de producción de una serie de televisión. El alojamiento web era ofrecer a los espectadores una serie de reportajes detrás de las cámaras durante la producción de la ficción desde el inicio del rodaje hasta el final de la primera temporada; asimismo, en estas entregas podían verse varias entrevistas con el reparto y el equipo técnico de la serie.

## Temática de la serie
Según comentó el presidente de Showtime, David Nevins, en la rueda de prensa, la serie será «muy realista, psicológica y altamente erótica». También explicó que el reparto va a ser coral, aunque probablemente habrá un personaje que focalice más la atención que el resto.
La serie reinterpreta, desde una óptica actual, elementos clásicos de los relatos góticos. Se muestra como un pastiche de historias conocidas interrelacionadas entre sí por medio de un tema que es esencial en el siglo XXI: el empoderamiento.